# 山崎駅 (北海道)
山崎駅（やまさきえき）は、北海道二海郡八雲町山崎（やまざき）にある北海道旅客鉄道（JR北海道）函館本線の駅である。駅番号はH52。電報略号はサキ。事務管理コードは▲140124。
函館本線は隣の鷲ノ巣信号場から当駅まで単線、当駅から次の黒岩駅まで複線となる。

## 歴史

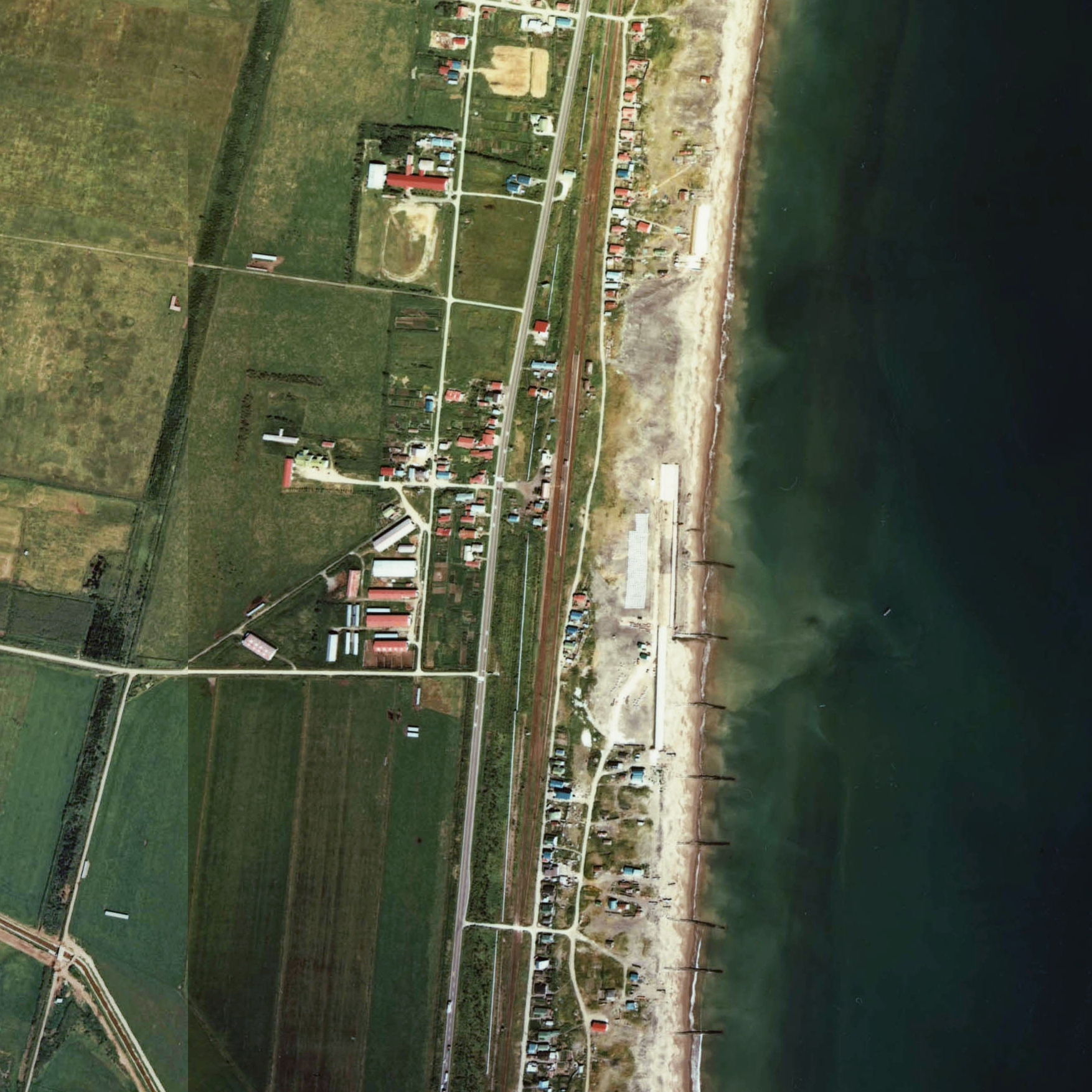
1976年の山崎駅と周囲約1.2km範囲。下が単線区間函館方面。構内が長い。防風柵が目立つ。

- 1904年（明治37年）10月15日：北海道鉄道の駅として開業[4]。一般駅[5]。
- 1907年（明治40年）7月1日：北海道鉄道の国有化に伴い、国有鉄道に移管[5]。
- 1909年（明治42年）10月12日：国有鉄道線路名称制定に伴い、函館本線の駅となる。
- 1949年（昭和24年）6月1日：日本国有鉄道法施行に伴い、日本国有鉄道（国鉄）に継承。
- 1962年（昭和37年）12月1日：貨物取扱い廃止[6]。
- 1966年（昭和41年）9月24日：函館本線 当駅 - 黒岩駅間が複線化[7]。
- 1984年（昭和59年）2月1日：荷物取扱い廃止[6]。
- 1986年（昭和61年）11月1日：無人化[6]。簡易委託駅となる。
- 1987年（昭和62年）
  - 1月：駅舎改築[6]。
  - 4月1日：国鉄分割民営化に伴い、北海道旅客鉄道（JR北海道）の駅となる[5]。
- 1992年（平成4年）4月1日：簡易委託廃止、完全無人化。
- 2007年（平成19年）10月1日：駅ナンバリングを実施[JR北 1]。

### 駅名の由来
附近の国道に沿った山麓が岬に似ており、住民が「山崎」と呼んでいたものが、駅名となった。
所在地名は「やまざき」と濁るが、駅の読みは「やまさき」である。

## 駅構造
上下本線と副本線を備えた、相対式・島式混合ホーム2面3線を有する地上駅。両ホーム間は構内踏切で連絡する。八雲駅管理の無人駅で、減築した小さな駅舎が残っている。函館方に複線区間と単線区間の境界となる両開き分岐器（制限速度90km/h。安全側線付帯）が設置されている。

### のりば
| 番線 | 路線      | 方向       | 行先         |
| ---- | --------- | ---------- | ------------ |
| 1    | ■函館本線 | 下り       | 長万部方面   |
| 2    | ■函館本線 | （待避線） | （待避線）   |
| 3    | ■函館本線 | 上り       | 森・函館方面 |

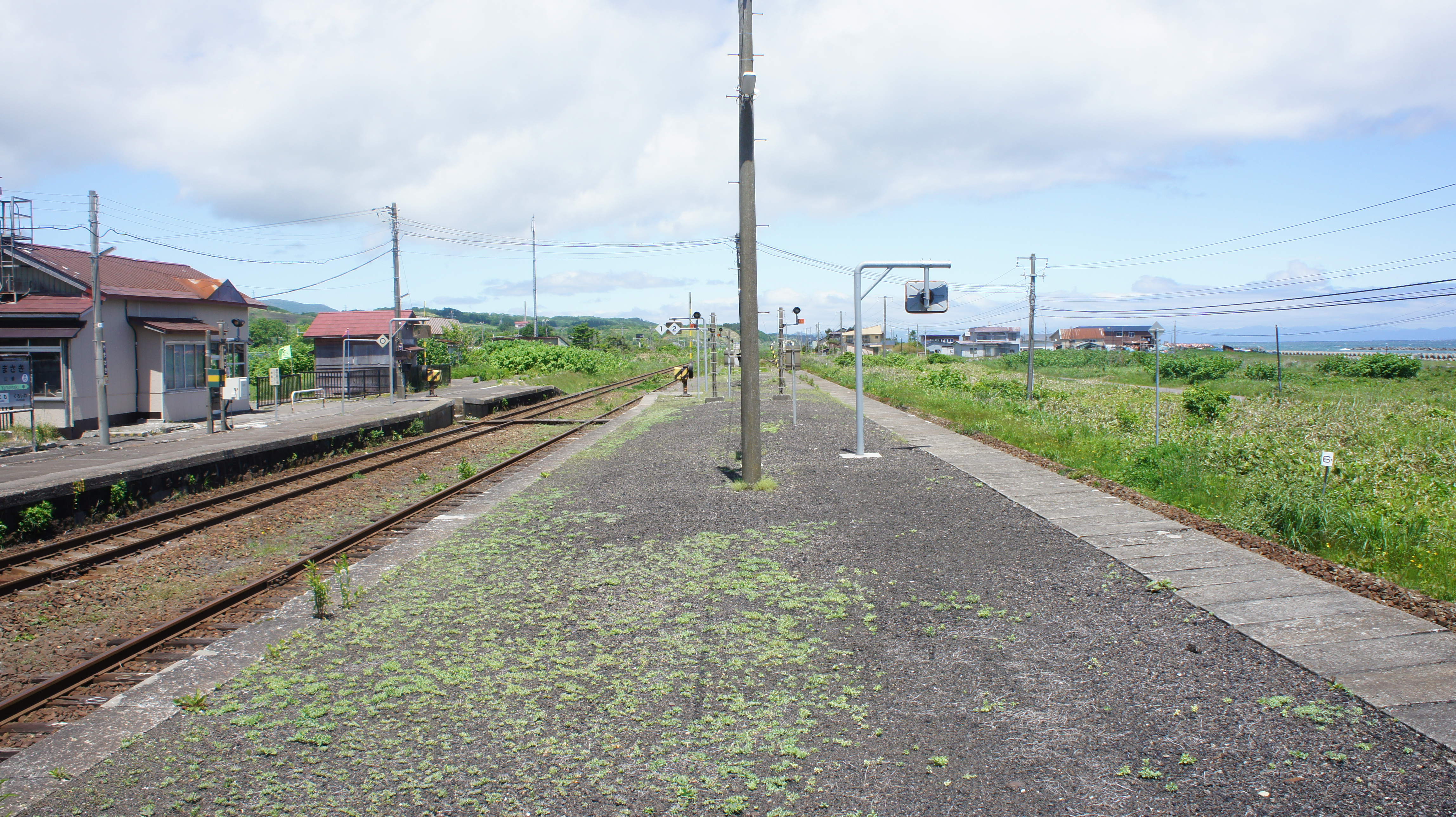
ホーム（2018年6月）
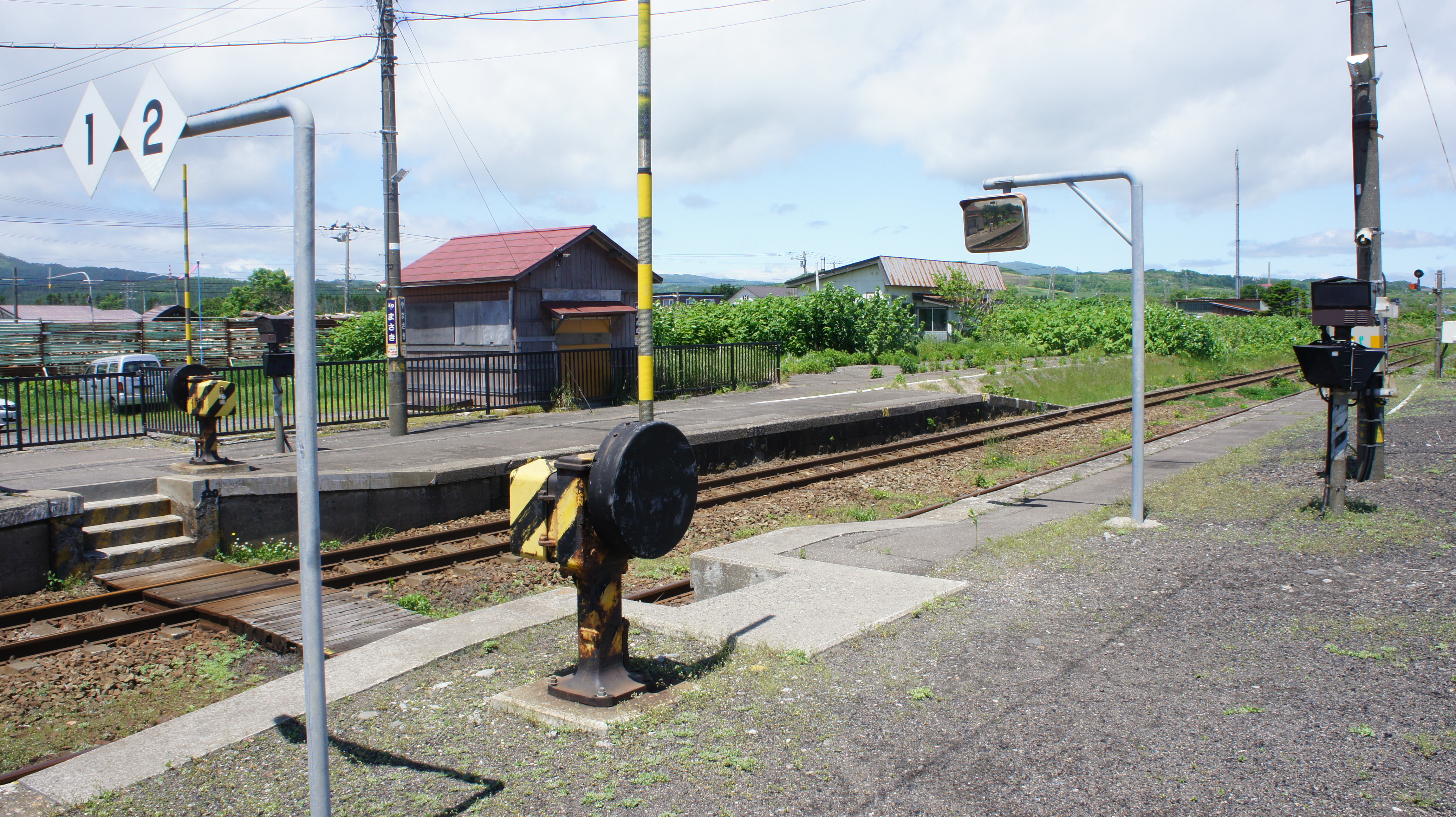
構内踏切（2018年6月）
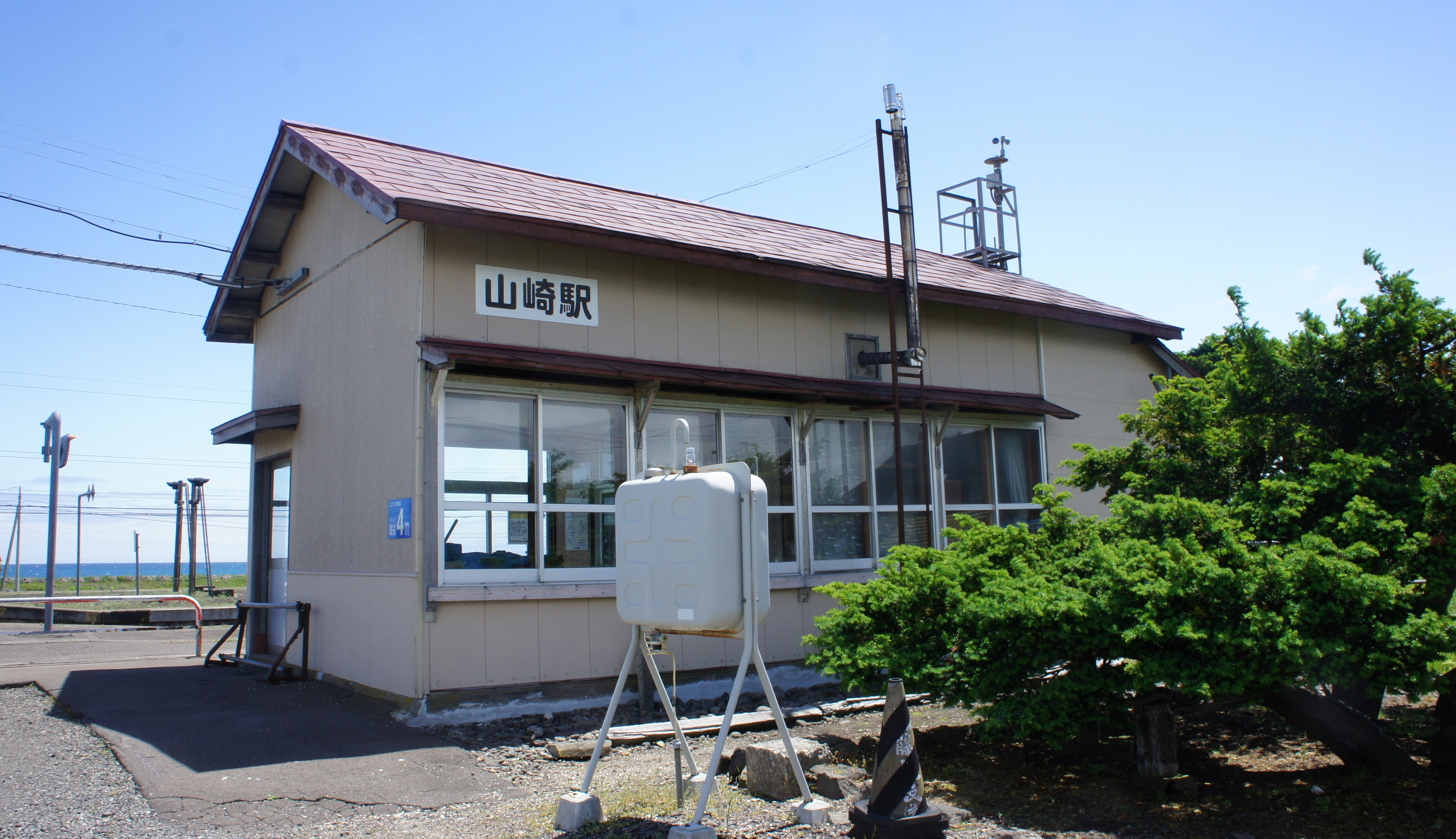
塗装変更前の駅舎（2018年6月）

## 利用状況
乗車人員の推移は以下の通り。年間の値のみ判明している年度は日数割で算出した参考値を括弧書きで示す。出典が「乗降人員」となっているものについては1/2とした値を括弧書きで乗車人員の欄に示し、備考欄で元の値を示す。
また、「JR調査」については、当該の年度を最終年とする過去5年間の各調査日における平均である。
| 年度               | 乗車人員（人） | 乗車人員（人） | 乗車人員（人） | 出典       | 備考 |
| 年度               | 年間           | 1日平均        | JR調査         | 出典       | 備考 |
| ------------------ | -------------- | -------------- | -------------- | ---------- | ---- |
| 1978年（昭和53年） |                | 43.0           |                | [ 8 ]      |      |
| 2015年（平成27年） |                |                | 「10名以下」   | [ JR北 2 ] |      |
| 2017年（平成29年） |                |                | 2.2            | [ 9 ]      |      |
| 2018年（平成30年） |                |                | 2.0            | [ 10 ]     |      |
| 2019年（令和元年） |                |                | 「3名以下」    | [ JR北 3 ] |      |
| 2020年（令和02年） |                |                | 「3名以下」    | [ JR北 4 ] |      |

## 駅周辺
- 国道5号
- 八雲町立山崎小学校
- 山崎川
- 山崎浜神社
- 山崎牧場
- 函館バス「山崎駅前」停留所[11]

## 隣の駅
北海道旅客鉄道（JR北海道）
■函館本線
八雲駅 (H54) - （鷲ノ巣信号場） - 山崎駅 (H52) - 黒岩駅 (H51)

### JR北海道
1. ↑  『駅番号表示（駅ナンバリング）を実施します』（PDF）（プレスリリース）北海道旅客鉄道、2007年9月12日。オリジナルの2007年9月30日時点におけるアーカイブ。2014年9月6日閲覧。
2. ↑  “極端にご利用の少ない駅（3月26日現在）” (PDF). 平成28年度事業運営の最重点事項.   北海道旅客鉄道. p. 6 (2016年3月28日). 2017年9月25日閲覧。
3. ↑  “駅別乗車人員” (PDF). 地域交通を持続的に維持するために > 全線区のご利用状況.   北海道旅客鉄道 (2020年10月30日). 2020年11月2日時点のオリジナルよりアーカイブ。2020年11月5日閲覧。
4. ↑  “駅別乗車人員” (PDF). 地域交通を持続的に維持するために > 全線区のご利用状況.   北海道旅客鉄道 (2021年9月30日). 2022年1月1日時点のオリジナルよりアーカイブ。2022年1月1日閲覧。